# Союз Т-7
«Союз Т-7» — пилотируемый космический корабль.

## Параметры полёта
- Масса аппарата — 6,85 т.
- Наклонение орбиты — 51,6°.
- Период обращения — 90,3 мин.
- Перигей — 289 км.
- Апогей — 299 км.

## Экипаж старта
- Командир корабля — Попов, Леонид Иванович (3)
- Бортинженер корабля — Серебров, Александр Александрович (1)
- Космонавт-исследователь корабля — Савицкая, Светлана Евгеньевна (1)

## Дублирующий экипаж
- Командир корабля — Васютин, Владимир Владимирович
- Бортинженер корабля — Савиных, Виктор Петрович
- Космонавт-исследователь корабля — Пронина, Ирина Рудольфовна

## Экипаж при приземлении
- Командир корабля — Березовой, Анатолий Николаевич
- Бортинженер корабля — Лебедев, Валентин Витальевич

## Описание полёта
Вторая экспедиция посещения орбитального научного комплекса «Салют-7» — «Союз Т-5». В это время на станции «Салют-7» находился первый долговременный экипаж: Анатолий Березовой и Валентин Лебедев. Во время пребывания на станции одновременно пяти космонавтов были проведены многие научные эксперименты. Светлана Савицкая, через девятнадцать лет после Валентины Терешковой, становится второй в мире женщиной-космонавтом.
Космонавты Леонид Попов, Александр Серебров и Светлана Савицкая вернулись на Землю 27 августа 1982 года в 15:04 (UTC) на «Союз Т-5». Продолжительность их полёта составила 7 суток 21 час 52 минуты.
Основной экипаж станции «Салют-7» вернулся на Землю на корабле «Союз Т-7» 10 декабря 1982 года.